# Emphysomera spathulata
Emphysomera spathulata là một loài ruồi trong họ Asilidae. Emphysomera spathulata được Doleschall miêu tả năm 1858.